# Caroline Trompeter
Caroline Trompeter (Gelnhausen, 4 de julio de 1994) es una deportista alemana que compite en piragüismo en la modalidad de eslalon. Ganó una medalla de oro en el Campeonato Mundial de Piragüismo en Eslalon de 2017, en la prueba de K1 extremo.

## Palmarés internacional
| Campeonato Mundial | Campeonato Mundial | Campeonato Mundial | Campeonato Mundial |
| Año                | Lugar              | Medalla            | Competición        |
| ------------------ | ------------------ | ------------------ | ------------------ |
| 2017               | Pau (Francia)      | Medalla de oro     | K1 extremo         |